# Массімо Фіккаденті
Массімо Фіккаденті (італ. Massimo Ficcadenti, нар. 6 листопада 1967, Фермо) — італійський футболіст, що грав на позиції півзахисника. По завершенні ігрової кар'єри — тренер.
Виступав, зокрема, за клуби Серії А «Верона» та «Торіно». Згодом тренував у вищому дивізіоні країни «Реджину», «Чезену» і «Кальярі».

## Ігрова кар'єра
Народився 6 листопада 1967 року в місті Фермо. Вихованець футбольної школи клубу «Санджорджезе».
У дорослому футболі дебютував 1985 року виступами за команду клубу «Самбенедеттезе», в якій провів чотири сезони, взявши участь у 68 матчах Серії Б. За підсумками сезону 1988/89 клуб вилетів до Серії С1, після чого Фіккаденті перейшов у «Мессіна», з якою також боровся за виживання у Серії Б. В перших два сезони клубу вдалось зберегти прописку (при цьому у сезоні 1989/90 лише після виграного плей-оф у «Монци»), втім за підсумками сезону 1991/92 клуб все ж вилетів до третього за рівнем дивізіону країни.
Фіккаденті же 1992 року став гравцем «Верони», що саме вилетіла у Серію Б і грав з командою протягом п'яти сезонів поспіль, перші чотири — у Серії Б і останній у Серії А. Массімо дебютував у найвищому італійському дивізіоні 29 вересня 1996 року в грі проти «Кальярі», зігравши 19 ігор у чемпіонаті Серії А 1996/97, який клуб закінчив другим знизу в турнірній таблиці і вилетів назад до Серії Б.
У 1997 році став гравцем «Торіно», що також грав у Серії Б. У цій команді футболіст виступав протягом трьох сезонів, втім на відміну від попередніх клубів здебільшого як резервний гравець у центрі поля. В 1999 році клуб підвищився у класі і сезон 1999/00 Фіккаденті провів з клубом у вищому дивізіоні, зігравши 12 матчів, а команда стала 15-ю і понизилась у класі.
Завершив професійну ігрову кар'єру у клубі «Равенна», за яку зіграв два матчі у Серії Б в березні 2001 року. Загалом за свою кар'єру він зіграв 31 матч у Серії А і 309 ігор (18 голів) у Серії Б.

## Кар'єра тренера
Розпочав тренерську кар'єру невдовзі по завершенні кар'єри гравця у січні 2002 року, очоливши тренерський штаб клубу «Фіоренцуола» з Серії С2, що мала серйозні фінансові проблеми. Клуб завершив регулярний сезон на 17-му місці, але пізніше програв плей-аут «Тренто». Незважаючи на виліт в Серію D, Фіккаденті пішов на підвищення і очолив «Авелліно» з Серії C1, однак був звільнений ще до початку сезону через погані виступи в Кубку Італії Серія С і низці товариських матчів.
У червні 2003 року він був призначений головним тренером «Пістоєзе», ще однієї команди Серії C1. Як і в «Фіоренцуолі», Фіккаденті очолив клуб з фінансовими труднощами, і команда в основному складалася з молодих і орендованих гравців, будучи однією з наймолодших у всіх професійних лігах Італії того року. Незважаючи на це клуб виступив непогано, закінчивши сезон на 11-му місці.
2002 року став головним тренером команди Серії Б «Верона», з якою у першому сезоні став сьомим, а у другому п'ятнадцятим. Третій сезон виявився набагато складнішим, оскільки клуб втратив кількох ключових гравців, зокрема захисника Маттію Кассані і нападника Адаїлтона. 23 грудня 2006, після того, як «Верона» розгромно поступилась «Мантуї» (0:3), Фіккаденті був звільнений, маючи серію з 7 поразок і однієї нічиєї в останніх 8 матчах, а «Верона» перебувала в зоні вильоту. Тренера замінив Джамп'єро Вентура, який так і не зміг зберегти клуб від вильоту.
Влітку 2007 року очолив клуб Серії А «Реджину», втім тренерський дебют у вищому дивізіоні виявився невдалим — незважаючи на наявність зіркового нападника Нікола Аморузо клуб не зумів виграти жодного матчу в перших десяти турах чемпіонату і після домашньої поразки 1:3 від «Ліворно» 1 листопада 2007 року Фіккаденті був звільнений.
З кінця січня 2009 року Фіккаденті повернувся у «Верону», де став працювати консультантом з трансферів для нового президента Джованні Мартінелі і покинув посаду в червні того ж року.
11 листопада 2009 року він став тренером «П'яченци» в Серії B, замінивши Фабріціо Касторі. Під керівництвом Массімо команда покращила гру і результат, завдяки чому врятувалась від вильоту в передостанньому турі.
12 червня 2010 року став головним тренером «Чезени», новачка Серії А. Початок сезону вийшов надзвичайно вдалим: після трьох турів клуб із 7-ма очками йшов на першому місці разом із «Інтернаціонале». Надалі результати звісно погіршились, втім клуб все ж став 15-м із 43 очками і спокійно забезпечив собі місце у вищому дивізіоні на наступний сезон. Незважаючи на це 20 травня 2011 року Фіккаденті вирішив за згодою сторін не продовжувати контракт з клубом.
16 серпня 2011 року Фіккаденті був представлений новим головним тренером іншого клубу Серії А «Кальярі», замінивши Роберто Донадоні. Щоправда, повторити з цією командою успіх «Чезени» Массімо не вдалося і вже 8 листопада він був звільнений після поразки проти «Аталанти», маючи серію з п'яти ігор без перемог. Новим тренером став Давіде Баллардіні, який не зумів покращити результати команди і 11 березня 2012 року Фіккаденті був повернутий до команди та зайняв з нею 15 місце, врятувавши головний клуб Сардинії від вильоту. Втім у перших 6 іграх Серії A 2012/13 клуб здобув лише два очки і опинився на останньому місці у таблиці, в результаті чого Фіккаденті 2 жовтня знову був звільнений.
29 грудня 2013 року став головним тренером японського клубу «Токіо», замінивши Ранко Поповича. Італієць пропрацював з командою два сезони у Джей-лізі, втім серйозних досягнень не здобув, а в січні 2016 року став головним тренером іншого місцевого клубу «Саган Тосу». З цією командою Массімо також не мав вагомих результатів, займаючи одинадцяте і восьме місце у Джей-лізі відповідно, а в третьому сезоні був звільнений у жовтні 2018 року за 6 турів до кінця, коли клуб опустився на передостаннє місце в чемпіонаті, незважаючи на наявність у команді зіркового чемпіона світу та Європи Фернандо Торреса.

## Досягнення
- Володар Кубка Джей-ліги (1):

«Наґоя Ґрампус»: 2021